# Avansa
Avansa (voorheen Vormingplus of Volkshogescholen) zijn dertien pluralistische sociaal-culturele organisaties die Vlaanderen voorzien van vorming voor volwassenen. In Nederland gebruikt men voor hetzelfde soort opzet de term volksuniversiteit.

## Geschiedenis
Na de Tweede Wereldoorlog kwamen er in navolging van de Scandinavische volkshogeschool ook in Vlaanderen vernieuwing van de oubollige volksopvoeding. In 1952 werd de Stichting Lodewijk de Raet opgericht die zich richtte op op cursussen rond federalisme en nationale cultuur. Daarna volgden instellingen met meer nadruk op persoonlijke ontwikkeling en verantwoordelijkheidsbesef. In 1956 begon het Europees en Internationaal Vormingscentrum Ryckevelde en vanaf 1959 bood ook de Blankaart vormingstrajecten.
In de jaren 60 volgden meer volkshogescholen met nadruk op informeren en vormen van burgers. Volwassenen konden inschrijven voor een activiteit of losstaande cursus om iets bij te leren over een onderwerp dat hen interesseert. De lessenreeksen (bijvoorbeeld vijf lessen) focussen op vrije tijdsbesteding (koken, dansen, mediawijsheid en cultuur) met specifieke aandacht voor kansengroepen. Deze vzw's vormden een netwerk dat gescheiden is van het scholennet met gesubsidieerd dag- en avondonderwijs. Het avondonderwijs is daar eveneens bedoeld voor volwassenen, maar loopt altijd over volledige schooljaren in een Centrum voor Volwassenenonderwijs (CVO). Die worden betoelaagd door het ministerie van Onderwijs terwijl de volkshogescholen werden gesteund door het ministerie van Cultuur en soms bijkomend door de provincie of de gemeente.
In 2003 leidde besparingsijver van de overheid in het sociaal-cultureel werk tot een verplichte fusie van de volkshogescholen tot dertien Vormingplus-centra. Bepaalde ideologische tegenstellingen werden opgegeven doordat moest worden samengewerkt onder dezelfde noemer (Vormingplus) waarbij een kleine minderheid hun onafhankelijkheid konden behouden. 
Op 2 oktober 2017 keurde de Vlaamse Regering een 'nieuw' decreet goed voor de subsidiëring en erkenning van het sociaal-cultureel volwassenenwerk. Vanaf 1 januari 2018 wordt een sociaal-culturele organisatie gedefinieerd als "een missie- en waardegedreven organisatie die bijdraagt tot een democratische, duurzame, inclusieve en solidaire samenleving door de verbindende, de kritische en de laboratoriumrol actief op te nemen. Ze ontwikkelt, al dan niet in samenwerking met andere organisaties, sociaal-culturele praktijken voor en met volwassenen die relevant zijn voor de samenleving en die de vertaling vormen van een eigen weloverwogen integratie van twee of meer functies, namelijk de cultuurfunctie, de leerfunctie, de maatschappelijke bewegingsfunctie en de gemeenschapsvormende functie. Deze sociaal-culturele praktijken spelen zich grotendeels af binnen de vrije tijd van volwassenen." In februari 2021 werd deze vernieuwde kernopdracht gekoppeld aan een nieuwe naam voor de dertien centra: Avansa. Het motto 'samen naar beter' maakt duidelijk dat het over meer gaat dan enkel vorming.